# Kemrī
Kemrī är en ort i Indien.   Den ligger i distriktet Rāmpur och delstaten Uttar Pradesh, i den norra delen av landet, 190 km öster om huvudstaden New Delhi. Kemrī ligger 188 meter över havet och antalet invånare är 26 726.
Terrängen runt Kemrī är mycket platt. Runt Kemrī är det tätbefolkat, med 735 invånare per kvadratkilometer. Närmaste större samhälle är Rāmpur, 17,3 km väster om Kemrī. Trakten runt Kemrī består till största delen av jordbruksmark.